# Schelfhorstpark
Het Schelfhorstpark is een stadspark gelegen aan de Sluitersveldssingel bij de wijk de Schelfhorst in  Almelo.
Het park is genoemd naar boerderij 't Schelfhorst naast het park. Het park heeft een Green Flag Award.
Activiteiten in het park zijn de jaarlijkse winterloop, HobNob festival, Heavenz Festival en historisch festival Almelo. Het park is een prima startlocatie voor ballonvaarten en halve Roparun.